# Francis Keiichi Satō
Francis Keiichi Satō OFM (jap. フランシスコ佐藤敬一, Furanshisuko Satō Keiichi; * 11. April 1928 in Asahikawa; † 2. Januar 2005) war Bischof von Niigata.

## Leben
Francis Keiichi Satō trat der Ordensgemeinschaft der Franziskaner bei, legte die Profess am 17. September 1959 ab und empfing am 7. Oktober 1962 die Priesterweihe.
Der Papst ernannte ihn am 9. März 1985 zum Bischof von Niigata. Der Erzbischof von Tokio, Peter Seiichi Shirayanagi, spendete ihm am 9. Juni desselben Jahres die Bischofsweihe; Mitkonsekratoren waren Johannes Shōjirō Itō, Altbischof von Niigata, und Francis Xavier Kaname Shimamoto IdP, Bischof von Urawa.
Am 14. Mai 2004 nahm Johannes Paul II. seinen altersbedingten Rücktritt an. 